# Lê Văn Hảo
Lê văn Hảo (sinh 7-3-1936 ở Đà Nẵng, mất ngày 13-1-2015 tại Pháp) đỗ Tiến sĩ Dân tộc học (1961) tại Đại học Sorbonne, từng là giáo sư Dân tộc học và Văn minh Việt Nam tại các Đại học Văn khoa Huế, Đại học Văn khoa Sài Gòn, và nguyên Chủ tịch UBND Cách mạng Thành phố Huế.

## Tiểu sử

### Thời niên thiếu và học vấn
Tiến sĩ Lê văn Hảo quê ở Huế, con trai độc nhất của ông Lê Văn Tập - một đại phú gia giàu nhất nhì ở Đà Nẵng. Thời Trung học ông học ở trường Providence (Thiên Hựu), Huế, chương trình Pháp. Sau khi đỗ Tú tài Pháp (Bac 2), ông đi du học Pháp (1953), đỗ Tiến sĩ Đệ Tam cấp ngành Dân tộc học (1961) tại Đại học Sorbonne, Paris, Pháp, làm việc tại Trung tâm Nghiên cứu Khoa học Quốc gia Pháp (Centre national de la recherche scientifique) một thời gian rồi về nước (1965).

### Sự nghiệp và hoạt động chính trị, văn hóa
Về Việt Nam, ông giảng dạy Dân tộc học và Văn minh Việt Nam tại các Đại học Văn khòa Huế, Đại học Văn khoa Sài Gòn và sau đó là Đà Lạt.
Ông tham gia Phong trào đấu tranh đô thị của Sinh viên học sinh Huế (1966), cùng với trí thức và sinh viên Huế làm các tập san yêu nước Nghiên cứu Việt Nam, Việt Nam Việt Nam, tổ chức kỷ niệm 100 năm sinh nhà yêu nước Phan Bội Châu (1867-1967) tại thư viện Đại học Huế. Tên tập san Việt Nam Việt Nam rút từ tên một bài hát nổi tiếng trong trường ca Mẹ Việt Nam của nhạc sĩ Phạm Duy. Sau này, Hoàng Phủ Ngọc Tường cho biết: "Cái nhóm làm Việt Nam Việt Nam, hồi tết năm Bính Ngọ (1966) từng ra vùng Giải phóng Khu V học chính trị và các bạn đã làm Việt Nam Việt Nam dưới sự chỉ đạo của cán bộ Mặt trận Giải phóng, ông Lê Phương Thảo (tức Lê Công Cơ)."
Đầu năm 1968, ông ra vùng Giải phóng được cử làm Chủ tịch Liên minh các Lực lượng Dân tộc Dân chủ và Hòa bình Huế. Trong chiến dịch tổng tấn công Tết Mậu thân 1968, ông được cử làm Chủ tịch UBND Cách mạng Thành phố Huế. Nguyễn Đắc Xuân cho là Mặt trận Giải phóng Thành phố Huế, Hoàng Phủ Ngọc Tường đã mời ông Lê Văn Hảo ra chiến khu và đặt ông làm Chủ tịch Mặt trận Liên minh các Lực lượng Dân tộc Dân chủ và Hòa bình TP Huế vào dịp xuân 1968, vì ông giao thiệp với đủ mọi thành phần "Quốc gia", Mặt trận Giải phóng, Phật tử, cùng mọi khuynh hướng chính trị khác nhau.
Sau ngày thống nhất đất nước (1975) ông tiếp tục nghiên cứu lịch sử văn hóa Triều Nguyễn và Huế, góp phần vận động UNESCO công nhận di tích lịch sử Huế là Di sản văn hóa của nhân loại với tác phẩm bằng tiếng Pháp Hué, un chef d'oeuvre de poésie urbaine (Nhà xuất bản Sudest Asie, Paris). Ông viết cuốn Huế Giữa Chúng Ta (Nhà xuất bản Thuận Hóa, 1984) góp công đầu vào việc giới thiệu Huế.
Về giảng dạy đại học, ông tham gia giảng dạy môn Văn học dân gian ở khoa Văn Đại học Sư phạm Huế, môn Lịch sử và văn minh Pháp ở Khoa Ngoại ngữ, môn Lịch sử văn minh Việt Nam cho khoa Sử.
Ngoài ra ông còn tham gia sưu tầm và xuất bản công trình "Văn học dân gian Bình Trị Thiên – Ca dao dân ca" cùng với các giảng viên Trần Hoàng, Trần Thùy Mai, Phạm Bá Thịnh...
Tháng 7-1989, ông được một Giáo sư người Pháp mời thỉnh giảng ở Đại học Paris 7 và ông ở lại Pháp từ đó. Thời gian cuối đời, ông làm việc cho Bảo tàng Louvre.
Ông qua đời vào ngày 13-1-2015 tại Pháp.

## Vai trò trong biến cố Tết Mậu thân
Nói chuyện với Nguyễn An, phóng viên đài RFA, ông Hảo cho biết là ông nhận chức Chủ tịch UBND Cách mạng Thành phố Huế vào thời kỳ đó một cách miễn cưỡng. Phe mặt trận dân tộc cũng biết là ông nhận miễn cưỡng, nên không dám đưa ông về thành phố, sợ ông bỏ trốn. Cho nên ông chỉ ở trên núi. Sau khi vùng núi chung quanh bị phe "Quốc gia" thả bom dữ dội, có lệnh ở ngoài Hà Nội là đưa những người gọi là nhân sĩ theo cách mạng như là Hòa thượng Thích Đôn Hậu, bà Nguyễn Đình Chi, ông, cụ Nguyễn Đóa, Tôn Thất Dương Tiềm và một số vị khác ra ngoài Bắc. Riêng cụ Thích Đôn Hậu thì lúc mà quân giải phóng đã chiếm được thành phố Huế rồi thì họ mời cụ lên võng để đi họp rồi thì đưa cụ lên trên núi luôn. Bà Nguyễn Đình Chi cũng trường hợp như vậy, tức là mời bà đi họp rồi đưa Bà lên núi luôn. Chuyến đi vào đầu tháng 7, theo đường mòn Hồ Chí Minh, ngày thì ngủ trong hang, đêm thì đi để tránh máy bay, và họ đến Hà Nội vào ngày 3 tháng 9 năm 1968. Về Mặt trận Giải phóng miền Nam, ông nhận xét: “Tôi biết MTDTGPMN là một tổ chức của Đảng Cộng sản, gọi là Mặt trận Dân tộc Giải phóng miền Nam nhưng mà tất cả đều do Hà Nội chỉ đạo thôi. Việc đó tôi biết ngay và họ cũng không giấu anh ạ! Lúc đó mình ở trong tay họ rồi nên họ cũng không giấu.”

## Sự nghiệp nghiên cứu
Ông viết hàng trăm bài báo về các lĩnh vực Nhân học, Dân tộc học, Văn hóa và văn minh Việt Nam và văn hóa Huế. Ngoài ra, ông đã công bố sáu công trình chính:
- "Hành trình vào Dân tộc học", Nhà xuất bản Nam Sơn, Sài Gòn 1966
- "Đi tìm An Dương Vương, Mỵ Châu, Trọng Thủy từ lịch sử đến truyền thuyết", Nhà xuất bản Trình Bày 1967
- "Vẽ phác một chân dung con người" (Quyển trên), Nhà xuất bản Trình Bày 1967
- "Hành trình về thời đại Hùng Vương dựng nước", Nhà xuất bản Thanh Niên 1982, tái bản năm 2000
Và hai cuốn sách về Huế đã nói trên.
Ngoài ra ông còn viết chung một số cuốn sách sau:
- "Mùa xuân và phong tục Việt Nam" (viết chung với Trần Quốc Vượng, Dương Tất Từ), Nhà xuất bản Văn hóa 1976
- "Huế" (viết chung với Trịnh Cao Cường với sự cộng tác của Phan Thuận An), Nhà xuất bản Văn hóa 1985
- "Việt Nam non nước thần tiên - Vietnam a country of Fairyland" (viết chung với Trần Hợp, Nguyễn Hồng Đăng), Nhà xuất bản Khoa Học Kỹ thuật 1989